# Концерт для віолончелі з оркестром (Елгар)
Концерт для віолончелі з оркестром мі мінор, Op. 85 — остання відома робота Едварда Елгара. На відміну від створеного раніше концерту для скрипки, який є ліричним і пристрасним, концерт для віолончелі має здебільшого споглядальний і елегійний характер.

## Історія
Перше виконання концерту було провальним, і твір було поховано на 40 років. Однією з причин стала нестача репетицій і як наслідок — невпевнена гра оркестру, з яким до того ж соліст взагалі кілька разів розійшовся. І тільки в 1960 році, коли його тріумфально зіграла Жаклін дю Пре, він увійшов до репертуару всіх віолончелістів світу. Музиці концерту притаманний особливий нерв, якого немає в інших творах Елгара.

## Структура
Концерт складається з чотирьох частин:
1. Adagio — Moderato
2. Lento — Allegro molto
3. Adagio
4. Allegro — Moderato — Allegro, ma non-troppo — Poco più lento — Adagio.